# Дракслер, Юлиан
Юлиа́н Дра́кслер (нем. Julian Draxler, немецкое произношение: [ˈjuːli̯aːn ˈdʁakslɐ]; род. 20 сентября 1993[…], Гладбек, Северный Рейн-Вестфалия) — немецкий футболист, полузащитник катарского клуба «Аль-Ахли». Чемпион мира 2014 года. Победитель Кубка конфедераций 2017 года.
Обладатель золотой медали Фрица Вальтера до 18 лет. Являлся одним из самых талантливых игроков мира, на его счету множество возрастных рекордов. Так Юлиан стал самым молодым дебютантом Бундеслиги (17 лет и 265 дней), а также самым молодым капитаном в истории сборной Германии (20 лет и 265 дней).

## Биография
Юлиан Дракслер родился 20 сентября 1993 года в городе Гладбеке (земля Северный Рейн-Вестфалия). Его отец тоже играл в футбол — вместе с юношеским составом «Шальке» в 1977 году он стал чемпионом страны. Юноша учился в гимназии Гайзенберг в родном городе, позже, с развитием футбольной карьеры, перебрался в Гезамтшуле Бергер Фельд (выпускниками этой школы также являются Мануэль Нойер, Месут Озиль и Бенедикт Хёведес, которые позже стали игроками основного состава «Шальке» и получили вызов в национальную сборную).
По признанию Дракслера, совмещать учёбу и тренировки оказалось неимоверно сложно. Гимназисту приходилось выбирать между полем и учебниками.
В 5 лет начал тренировки в родном городе в «Рентфорте». Вскоре юный спортсмен сделал следующий шаг на пути к большому футболу, перебравшись в «Буер 07/28». Мальчик зарекомендовал себя как быстрый, активный игрок, дающий результат на поле. Вскоре перспективным футболистом заинтересовались агенты молодёжных команд. Не прошло и года, как в семилетнем возрасте Юлиан оказался в числе спортсменов «Шальке».

## Клубная карьера

### «Шальке 04»

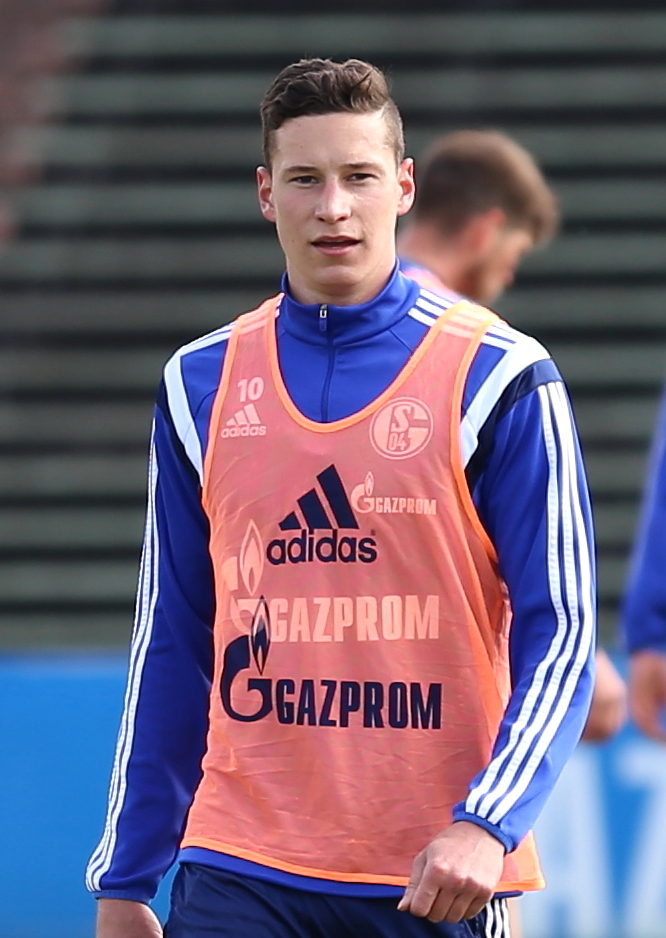
Дракслер на тренировке в составе «Шальке 04»

Последовательно преодолел юношеские и молодёжные команды «синих», пока не попал в заявку на матчи Бундеслиги сезона 2010/11. Он дебютировал в Бундеслиге 15 января 2011 года в матче против «Гамбурга» (0:1). Тогда он стал четвёртым в списке самых молодых игроков за всё время существования Бундеслиги. Неделю спустя, Юлиан Дракслер вышел в стартовом составе в матче против «Ганновера» (1:0). Он стал вторым после Нури Шахина самым молодым игроком за всё время существования Бундеслиги, выходившим на поле в стартовом составе. 1 апреля 2011 года Дракслер забил свой первый гол в Бундеслиге в ворота «Санкт-Паули». Всего в чемпионате сезона 2010/11 молодой полузащитник сыграл в 15-ти матчах (3 в основном составе, 12 выходов на замену), провел на поле 498 минут, забил один гол и отметился одной жёлтой карточкой. В Кубке Германии Дракслер дебютировал 25 января 2011 года в 1/4 финала. Юлиан вышел на замену вместо Пера Клюге во втором дополнительном тайме. За несколько минут до окончания дополнительного времени он забил гол, принеся победу своему клубу. 21 мая 2011 года в финале Кубка Германии 2010/11 Дракслер забил победный гол в ворота «Дуйсбурга». Забив этот гол, он стал самым молодым футболистом, забивавшим в финале Кубка Германии со времён основания Бундеслиги. В возрасте 17 лет и 243 дней он побил рекорд Хорста Тримхольда, который в 1959 году, играя за эссенский «Шварц-Вайсс» в матче против нойнкирхенской «Боруссии», забил гол в финале Кубка Германии. Также этот гол в ворота «Дуйсбурга» был признан лучшим голом мая в Германии. После гола Юлиана «гельзенкирхенцы» забили ещё 4 безответных гола и разгромили своего соперника — 5:0. В Лиге чемпионов Дракслер дебютировал 15 февраля в гостевом матче против испанской «Валенсии», выйдя на поле на 78 минуте матча. В розыгрыше ЛЧ «Шальке» дошёл до полуфинала, где уступил английскому «Манчестер Юнайтед». В Лиге чемпионов Юлиан сыграл в шести матчах (1 раз в основном составе, 5 выходов на замену), проведя на поле 148 минут.
19 июня 2011 года Дракслер продлил контракт с «Шальке 04» до 2016 года. 23 июля Дракслер вместе со своим клубом выиграл Суперкубок Германии, он отыграл весь первый тайм и был заменён в перерыве. «Шальке 04» в том матче обыграл дортмундскую «Боруссию» по пенальти со счётом 4:3. В июле 2011 года Дракслер был награждён DFL золотой медалью Фрица Вальтера в возрастной категории U-18. В чемпионате «Шальке» финишировал на третьей позиции, дающей право на будущий сезон выступать в Лиге чемпионов. В Бундеслиге Дракслер сыграл в 30 матчах (21 в основном составе), провел на поле 1771 минуту, забил два гола и трижды ассистировал партнерам. В Лиге Европы сезона 2011/2012 Дракслер сыграл в 13 матчах (10 в основном составе), провёл на поле 859 минут, забил два гола и отдал один результативный пас.
3 октября 2012 года, поразив в ворота «Монпелье» (2:2), Дракслер побил рекорд Ларса Риккена и стал самым молодым немецким игроком, забивавшим в Лиге чемпионов. 2 марта 2013 года Дракслер, отправив два мяча в ворота «Вольфсбурга» (4:1), оформил первый в карьере дубль. 9 марта 2013 года в матче против дортмундской «Боруссии» (2:1) он провёл сотую официальную игру за «Шальке» в возрасте 19 лет и 170 дней, став самым молодым игроком в истории Бундеслиги, достигшим этой отметки. Также Дракслер стал первым игроком в истории Бундеслиги, которому в его 75-й игре в Бундеслиге было меньше 20 лет. 10 мая 2013 года Дракслер продлил контракт с «Шальке» до 2018 года и взял 10-й номер. Несмотря на это, летом на игрока была объявлена настоящая охота. Дракслера желали видеть в своих рядах лондонский «Арсенал», туринский «Ювентус» и ПСЖ. Сезон 2013/14 стал не самым успешным для клуба из Гельзенкирхена. Команда с трудом преодолела групповой этап Лиги чемпионов (Дракслер забил 4 из 8 голов команды), а в рамках 1/8 финала позорно уступила «Реал Мадриду» с общим счетом 9:2. Дракслер отыграл оба поединка, но ничем полезным не отметился. 3 мая 2014 года в матче против «Фрайбурга» Дракслер вышел на поле в возрасте 20 лет, 7 месяцев и 13 дней, став самым молодым игроком в истории, сыгравшим в 100 матчах Бундеслиги.

### «Вольфсбург»
31 августа 2015 года Дракслер подписал пятилетний контракт с «Вольфсбургом». Свой первый гол за клуб Дракслер забил в дебютном матче за клуб в Лиге чемпионов против «ЦСКА». 31 октября он забил свой первый гол за волков в Бундеслиге после выхода на замену в матче с «Байером 04». 17 февраля в первом матче 1/8 финала Лиги чемпионов против «Гента» Дракслер сумел отличиться дважды, принеся победу своей команде 2-3. 8 марта, в ответном матче этого противостояния, немец отдал голевую передачу на своего соотечественника Андре Шюррле, что позволило «Вольфсбургу» впервые в истории клуба пройти в 1/4 финала Лиги чемпионов. В сезоне 2015/16 Дракслер за 28 матче забил 8 голов и сделал 7 голевых передач.
Всего за немецкую команду он сыграл 45 матчей и забил 10 голов.

### «Пари Сен-Жермен»
24 декабря 2016 года было объявлено, что Дракслер с января 2017 года будет выступать за французский клуб «Пари Сен-Жермен». Контракт немецкого футболиста с парижским клубом был заключён сроком на 4,5 года. По данным источника ESPN, трансферная стоимость Дракслера составила 35 млн евро, ещё 10 млн евро могут быть выплачены в качестве бонусов. 7 января 2017 года в матче Кубка Франции против «Бастии» Дракслер дебютировал в составе «Пари Сен-Жермен», выйдя на замену вместо Адриана Рабьо. На 89-й минуте этого матча он забил свой первый гол за французский клуб.

## Карьера в сборной

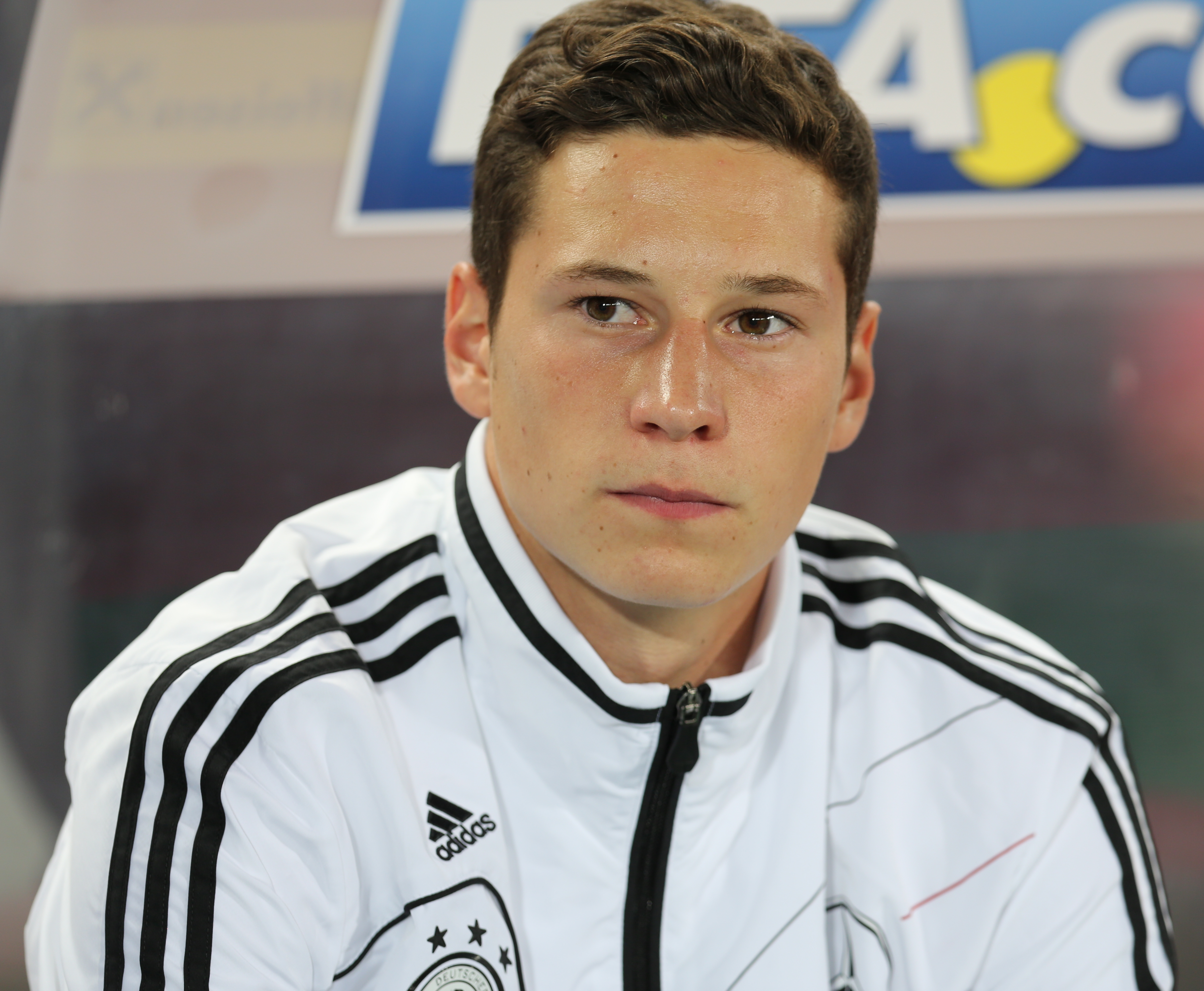
Юлиан Дракслер на скамейке запасных сборной Германии в матче против Австрии

9 августа 2011 года Юлиан Дракслер в возрасте 17 лет дебютировал за молодёжную сборную Германии до 21 года. В дебютном матче Дракслер отдал голевой пас и забил сам.
7 мая 2012 года Дракслер был назван одним из 27 игроков расширенного состава сборной Германии на чемпионат Европы 2012 года. Это его первое привлечение к основной сборной страны. 26 мая 2012 года в 18 лет Дракслер дебютировал за главную сборную в матче против швейцарцев. На 62 минуте он заменил Лукаса Подольски. Однако в окончательный список игроков, которые поехали в Польшу и Украину, Дракслер не попал.
8 мая 2014 года Дракслер попал в расширенный состав сборной Германии на чемпионат мира 2014 года. 13 мая 2014 года, в товарищеском матче против сборной Польши, Юлиан вышел на поле с капитанской повязкой и в возрасте 20 лет и 265 дней стал самым молодым капитаном немецкой сборной в истории. 2 июня 2014 года Дракслер был включён в окончательную заявку сборной на чемпионат мира. На чемпионате мира дебютировал в матче против Бразилии, заменив на 76-й минуте Сами Хедиру.
6 июня 2017 года Дракслер вышел в стартовом составе сборной на матч против сборной Дании с капитанской повязкой, а после стал капитаном сборной и на Кубке конфедераций в России.

## Личная жизнь
Помимо родного немецкого Юлиан свободно владеет английским, французским и испанским языками.

## Достижения

### Командные
«Шальке 04»
- Обладатель Кубка Германии: 2010/11
- Обладатель Суперкубка Германии: 2011

«Пари Сен-Жермен»
- Чемпион Франции (4): 2017/18, 2018/19, 2019/20, 2021/22
- Обладатель Кубка французской лиги (2): 2016/17, 2017/2018[30]
- Обладатель Кубка Франции (2): 2016/17, 2017/18[31]
- Обладатель Суперкубка Франции (4): 2017, 2018, 2019, 2020
- Финалист Лиги чемпионов УЕФА: 2019/20

«Бенфика»
- Чемпион Португалии: 2022/23

Сборная Германии
- Чемпион мира: 2014
- Обладатель Кубка конфедераций: 2017

### Личные
- Золотая медаль Фрица Вальтера U-18: 2011[32]
- Гол месяца в Германии: Май 2011[33]
- Лучший игрок Кубка конфедераций: 2017

## Статистика

### Клубная статистика
| Выступление      | Выступление      | Выступление      | Лига | Лига | Кубок страны | Кубок страны | Кубок лиги | Кубок лиги | Еврокубки | Еврокубки | Прочие | Прочие | Итого | Итого |
| Клуб             | Лига             | Сезон            | Игры | Голы | Игры         | Голы         | Игры       | Голы       | Игры      | Голы      | Игры   | Голы   | Игры  | Голы  |
| ---------------- | ---------------- | ---------------- | ---- | ---- | ------------ | ------------ | ---------- | ---------- | --------- | --------- | ------ | ------ | ----- | ----- |
| Шальке 04        | Бундеслига       | 2010/11          | 15   | 1    | 3            | 2            | —          | —          | 6         | 0         | —      | —      | 24    | 3     |
| Шальке 04        | Бундеслига       | 2011/12          | 30   | 2    | 2            | 1            | —          | —          | 13        | 2         | 1      | 0      | 46    | 5     |
| Шальке 04        | Бундеслига       | 2012/13          | 30   | 10   | 3            | 2            | —          | —          | 6         | 1         | —      | —      | 39    | 13    |
| Шальке 04        | Бундеслига       | 2013/14          | 26   | 2    | 2            | 0            | —          | —          | 10        | 4         | —      | —      | 38    | 6     |
| Шальке 04        | Бундеслига       | 2014/15          | 15   | 2    | 1            | 0            | —          | —          | 3         | 0         | —      | —      | 19    | 2     |
| Шальке 04        | Бундеслига       | 2015/16          | 3    | 1    | 1            | 0            | —          | —          | 0         | 0         | —      | —      | 4     | 1     |
| Шальке 04        | Итого            | Итого            | 119  | 18   | 12           | 5            | —          | —          | 38        | 7         | 1      | 0      | 170   | 30    |
| Вольфсбург       | Бундеслига       | 2015/16          | 21   | 5    | 1            | 0            | —          | —          | 9         | 3         | 0      | 0      | 31    | 8     |
| Вольфсбург       | Бундеслига       | 2016/17          | 13   | 0    | 1            | 0            | —          | —          | —         | —         | —      | —      | 14    | 0     |
| Вольфсбург       | Итого            | Итого            | 34   | 5    | 2            | 0            | —          | —          | 9         | 3         | 0      | 0      | 45    | 8     |
| Пари Сен-Жермен  | Лига 1           | 2016/17          | 17   | 4    | 5            | 4            | 1          | 1          | 2         | 1         | —      | —      | 25    | 10    |
| Пари Сен-Жермен  | Лига 1           | 2017/18          | 30   | 4    | 6            | 0            | 3          | 1          | 8         | 0         | 0      | 0      | 47    | 5     |
| Пари Сен-Жермен  | Лига 1           | 2018/19          | 31   | 3    | 6            | 2            | 2          | 0          | 7         | 0         | 0      | 0      | 46    | 5     |
| Пари Сен-Жермен  | Лига 1           | 2019/20          | 11   | 0    | 4            | 0            | 2          | 0          | 5         | 0         | 0      | 0      | 22    | 0     |
| Пари Сен-Жермен  | Лига 1           | 2020/21          | 24   | 4    | 5            | 0            | —          | —          | 5         | 0         | 0      | 0      | 34    | 4     |
| Пари Сен-Жермен  | Лига 1           | 2021/22          | 18   | 2    | 1            | 0            | —          | —          | 4         | 0         | 1      | 0      | 24    | 2     |
| Пари Сен-Жермен  | Итого            | Итого            | 131  | 17   | 27           | 6            | 8          | 2          | 31        | 1         | 1      | 0      | 198   | 26    |
| Всего за карьеру | Всего за карьеру | Всего за карьеру | 284  | 40   | 41           | 11           | 8          | 2          | 78        | 11        | 2      | 0      | 413   | 64    |

### Матчи за сборную
| №  | Дата             | Оппонент          | Счёт          | Голы | Соревнование             |
| -- | ---------------- | ----------------- | ------------- | ---- | ------------------------ |
| 1  | 26 мая 2012      | Швейцария         | 3:5           | —    | Товарищеский матч        |
| 2  | 7 сентября 2012  | Фарерские острова | 3:0           | —    | Отборочные матчи ЧМ-2014 |
| 3  | 14 ноября 2012   | Нидерланды        | 0:0           | —    | Товарищеский матч        |
| 4  | 22 марта 2013    | Казахстан         | 3:0           | —    | Отборочные матчи ЧМ-2014 |
| 5  | 29 мая 2013      | Эквадор           | 4:2           | —    | Товарищеский матч        |
| 6  | 2 июня 2013      | США               | 3:4           | 1    | Товарищеский матч        |
| 7  | 6 сентября 2013  | Австрия           | 3:0           | —    | Отборочные матчи ЧМ-2014 |
| 8  | 10 сентября 2013 | Фарерские острова | 3:0           | —    | Отборочные матчи ЧМ-2014 |
| 9  | 15 октября 2013  | Швеция            | 5:3           | —    | Отборочные матчи ЧМ-2014 |
| 10 | 19 ноября 2013   | Англия            | 1:0           | —    | Товарищеский матч        |
| 11 | 13 мая 2014      | Польша            | 0:0           | —    | Товарищеский матч        |
| 12 | 8 июля 2014      | Бразилия          | 7:1           | —    | Финальные матчи ЧМ-2014  |
| 13 | 3 сентября 2014  | Аргентина         | 2:4           | —    | Товарищеский матч        |
| 14 | 11 октября 2014  | Польша            | 0:2           | —    | Отборочные матчи ЧЕ-2016 |
| 15 | 14 октября 2014  | Ирландия          | 1:1           | —    | Отборочные матчи ЧЕ-2016 |
| 16 | 13 ноября 2015   | Франция           | 0:2           | —    | Товарищеский матч        |
| 17 | 29 марта 2016    | Италия            | 4:1           | —    | Товарищеский матч        |
| 18 | 29 мая 2016      | Словакия          | 1:3           | —    | Товарищеский матч        |
| 19 | 4 июня 2016      | Венгрия           | 2:0           | —    | Товарищеский матч        |
| 20 | 12 июня 2016     | Украина           | 2:0           | —    | Финальные матчи ЧЕ-2016  |
| 21 | 16 июня 2016     | Польша            | 0:0           | —    | Финальные матчи ЧЕ-2016  |
| 22 | 26 июня 2016     | Словакия          | 3:0           | 1    | Финальные матчи ЧЕ-2016  |
| 23 | 2 июля 2016      | Италия            | 1:1 (6:5 пен) | —    | Финальные матчи ЧЕ-2016  |
| 24 | 7 июля 2016      | Франция           | 0:2           | —    | Финальные матчи ЧЕ-2016  |
| 25 | 4 сентября 2016  | Норвегия          | 3:0           | —    | Отборочные матчи ЧМ-2018 |
| 26 | 8 октября 2016   | Чехия             | 3:0           | —    | Отборочные матчи ЧМ-2018 |
| 27 | 11 октября 2016  | Северная Ирландия | 2:0           | 1    | Отборочные матчи ЧМ-2018 |
| 28 | 26 марта 2017    | Азербайджан       | 4:1           | —    | Отборочные матчи ЧМ-2018 |
| 29 | 6 июня 2017      | Дания             | 1:1           | —    | Товарищеский матч        |
| 30 | 10 июня 2017     | Сан-Марино        | 7:0           | 1    | Отборочные матчи ЧМ-2018 |
| 31 | 19 июня 2017     | Австралия         | 3:2           | 1    | Кубок конфедераций 2017  |
| 32 | 22 июня 2017     | Чили              | 1:1           | —    | Кубок конфедераций 2017  |
| 33 | 25 июня 2017     | Камерун           | 3:1           | —    | Кубок конфедераций 2017  |
| 34 | 29 июня 2017     | Мексика           | 4:1           | —    | Кубок конфедераций 2017  |
| 35 | 2 июля 2017      | Чили              | 1:0           | —    | Кубок конфедераций 2017  |
| 36 | 1 сентября 2017  | Чехия             | 2:1           | —    | Отборочные матчи ЧМ-2018 |
| 37 | 4 сентября 2017  | Норвегия          | 6:0           | 1    | Отборочные матчи ЧМ-2018 |
| 38 | 5 октября 2017   | Северная Ирландия | 3:1           | —    | Отборочные матчи ЧМ-2018 |
| 39 | 10 ноября 2017   | Англия            | 0:0           | —    | Товарищеский матч        |
| 40 | 14 ноября 2017   | Франция           | 2:2           | —    | Товарищеский матч        |
| 41 | 23 марта 2018    | Испания           | 1:1           | —    | Товарищеский матч        |
| 42 | 27 марта 2018    | Бразилия          | 0:1           | —    | Товарищеский матч        |
| 43 | 2 июня 2018      | Австрия           | 1:2           | —    | Товарищеский матч        |
| 44 | 8 июня 2018      | Саудовская Аравия | 2:1           | —    | Товарищеский матч        |
| 45 | 17 июня 2018     | Мексика           | 0:1           | —    | Финальные матчи ЧМ-2018  |
| 46 | 23 июня 2018     | Швеция            | 2:1           | —    | Финальные матчи ЧМ-2018  |
| 47 | 9 сентября 2018  | Перу              | 2:1           | —    | Товарищеский матч        |

Итого: сыграно матчей: 47 / забито голов: 6; победы: 28, ничьи: 9, поражения: 10.